# Васил Спасов – Валяка
Вижте пояснителната страница за други личности с името Васил Спасов.
Васил Спасов – Валяка е български футболист, нападател и треньор по футбол. Легендарен играч на Левски (София).

## Кариера

### Като футболист
Играл е за Бежанец (София) (1936 – 1940), Левски (София) (1940/ес.-1949, 1952 – 1953) и Академик (София) (1949/ес.-1952). Има 137 шампионатни мача и 47 гола за Левски, за купата на страната има 38 мача с 15 гола, а на международната сцена има 25 мача с 8 гола. Само в А група има 88 мача и 41 гола (51 мача с 23 гола за Академик и 37 мача с 18 гола за Левски).
С отбора на Левски е петкратен шампион на България през 1942, 1946, 1947, 1949 и 1953 г., четирикратен носител на купата на страната през 1942, 1946, 1947 и 1949 г. и петкратен столичен шампион през 1942, 1943, 1945, 1946 и 1948 г.
Има 17 мача и 5 гола за А националния отбор (1943 – 1951). Завършва ВИФ „Георги Димитров“. „Заслужил майстор на спорта“ от 1964 г.

### Като треньор
Като треньор Спасов ръководи Левски в 5 сезона – 1953/54, 1954/55, 1955/ес., 1969/пр., 1976/77, като последния сезон завоюва шампионската титла и купата на страната. През 1990/91 е начело на клуба като президент.
Има 30-годишна треньорска практика, реководил е още: Академик (Сф) (1957 – 1959), Ботев (Пд) (1966 – 1967), с който е шампион (1967), Спартак (Сф) (1968/ес.), няколко години ръководи националните отбори: А националния в 19 мача и Б националния тим в 1 мач. Работи в чужбина с Макаби (Израел) и Омония (Кипър), включително и с националния отбор на страната.